# Костюшино (посёлок, Андреапольский район)
Костюшино — посёлок в Андреапольском районе Тверской области. Входит в состав Андреапольского сельского поселения.

## География
Посёлок расположен в центральной части района. Находится на расстоянии примерно 5 км к северо-западу от города Андреаполь. Ближайший населённый пункт имеет одноимённое название. Через посёлок протекает река Городня.

## История
На топографической трёхвёрстной карте Фёдора Шуберта, изданной в 1871 году, обозначена деревня Костюшина. Имела 2 двора.
На карте РККА 1923—1941 годов населённый пункт обозначен под современным названием. Имел 11 дворов.

## Население
Костюшино — второй по числу жителей населённый пункт в районе.
| 2002 | 2010 |
| ---- | ---- |
| 980  | ↘959 |

Национальный состав
Согласно результатам переписи 2002 года, в национальной структуре населения русские составляли 85 % от жителей.

## Экономика
Приказом НКВД СССР № 0202 от 22 сентября 1944 года в Ленинском районе Великолукской области организована и открыта с 10 февраля 1945 года инвалидная исправительно-трудовая колония № 3, которая в настоящее время является основным предприятием посёлка.